# 367404 Andreasrebers
367404 Andreasrebers è un asteroide della fascia principale. Scoperto nel 2008, presenta un'orbita caratterizzata da un semiasse maggiore pari a 3,0400023 UA e da un'eccentricità di 0,2868405, inclinata di 4,50116° rispetto all'eclittica.